# MC Hammer
Стэ́нли Ки́рк Барре́лл (англ. Stanley Kirk Burrell; 30 марта 1962 года, Окленд, Калифорния, США), более известный под сценическим псевдонимом MC Hammer (Эм Си Хаммер) — американский рэпер, танцор, музыкальный продюсер и предприниматель. Известен такими хитами, как «U Can’t Touch This», «2 Legit 2 Quit» и «Pumps and a Bump», яркими танцевальными движениями, экстравагантной хореографией и одноимёнными штанами Hammer. Запомнившийся быстрым ростом славы, Хаммер также был предпринимателем и представителем знаменитостей.
Обладатель множества наград, Хаммер считается «праотцом» и новатором поп-рэпа (включающим элементы фристайла) и первым хип-хоп-исполнителем, достигшим бриллиантового статуса со своим альбомом Please Hammer, Don’t Hurt ’Em. После того, как его объявили «коммерчески продажным», а также в связи с изменением ландшафта хип-хоп-музыки, Хаммер попытался обратиться к гангста-рэпу. Однако из-за частого появления на публике и реакции критиков его популярность пошла на убыль к середине 1990-х годов (что привело к широко разрекламированному банкротству, начавшемуся в 1996 году).
В конце 1990-х годов он стал рукоположённым проповедником и был ведущим программы христианского служения M.C. Hammer and Friends на канале TBN. Хаммер также был судьёй танцевального шоу Dance Fever в 2003 году, был соавтором танцевального сайта DanceJam.com, и исполнительным продюсером собственного реалити-шоу под названием Hammertime (которое транслировалось на канале A&E Network летом 2009 года).
На протяжении всей своей карьеры Хаммер управлял собственным звукозаписывающим бизнесом в качестве генерального директора звукозаписывающей компании. В результате он создал и продюсировал свои собственные музыкальные группы, включая Ho Frat Hoo!, Oaktown’s 3.5.7, Special Generation, Analise, DRS, B Angie B, Gentry Kozia и Oakland Fight Club. В составе дополнительных звукозаписывающих лейблов он сотрудничал и записывался с Psy, VMF, Тупаком Шакуром, Teddy Riley, Фелтоном Пилатом, Tha Dogg Pound, The Whole 9, The Hines Brother, Deion Sanders, Big Daddy Kane, BeBe & CeCe Winans и Джоном Гибсоном. В 1995 году Хаммер подписал контракт с лейблом Death Row Records Шуга Найта.
Телеканал BET поместил Хаммера на 7-е место в списке «Лучших танцоров всех времён». Журнал Vibe назвал его 17-м в списке «Лучших рэперов всех времён». Он продолжает давать концерты на музыкальных площадках и появляется в телевизионной рекламе, а также участвует в социальных сетях и служении/просветительских мероприятиях. Он также активно участвует в общественной и спортивной деятельности, даёт интервью на местном и национальном уровне.

## Биография
Стэнли Кирк Баррелл родился 30 марта 1962 года. В бейсбольной команде родного Окленда он выполнял обязанности бэтбоя — технического работника, ответственного за состояние бейсбольных бит. Игроки той команды вспоминали, что маленький Стэн был «ушами и глазами» хозяина команды, информируя его о разговорах в раздевалке. Но несмотря на всю свою непочётную деятельность, выйти на бейсбольное поле в составе Окленда Хаммеру так и не довелось.
Не став бейсболистом, Стэнли преуспел на музыкальной стезе. Псевдоним Hammer Стэнли Кирк Баррелл взял в честь бейсбольного игрока Хэнка Аарона, по прозвищу Hammer, на которого он был очень похож. В 1987 году молодой человек серьёзно взялся за рэп. Первый альбом, изданный на независимом лейбле, разошёлся тиражом 60 000 копий, что вызвало интерес Capitol Records. Они переиздали его с минимальными изменениями под названием Let’s Get It Started. Альбом разошёлся трёхмиллионным тиражом и принёс рэперу славу.
Три года спустя в 1990 году вышел самый знаменитый альбом Хаммера Please Hammer, Don’t Hurt ’Em, включавший знаменитый сингл U Can’t Touch This. Он был подготовлен, записан и сведён Фелтоном Пилейтом и Джеймсом Эрли на передвижной студии в автобусе во время тура в 1989 году. Этот альбом продался более десяти миллионов раз и предположительно является самым продаваемым альбомом в истории хип-хопа.
В 1990 году MC Hammer достиг наибольшей популярности и стал первым исполнителем в хип-хопе, получившем бриллиантовый диск (свыше 10 млн проданных альбомов). Многие представители хип-хоп-сообщества отреагировали на этот успех неодобрительно. 3rd Bass, D.O.C. и Ice Cube поочерёдно высмеяли Хаммера в своих клипах. Единственным, кто высказался в его защиту, оказался Ice-T. В 1991 году альбом Too Legit To Quit сделал Хаммера ещё более популярным.
В 1994 году Hammer отбросил от своего сценического имени буквы MC (Master of ceremony), заключил контракт с лейблом Giant Records и издал следующий альбом Funky Headhunter. В этот период исполнитель стал менее поп-ориентированным, что поспособствовало падению его популярности. В частности, клип, где MC Hammer представал в одних плавках, руководство телеканала MTV сочло неформатным и со скандалом исключило из эфира. Успех рэпера продолжал рушиться: вышедший в 1995 году альбом Inside Out провалился в продаже. Постоянный продюсер Хаммера, автор большинства его хитов Фелтон Пилейт, расстался со своим подопечным. Лейбл расторг контракт с артистом. В конце концов, MC Hammer был вынужден признать себя банкротом. По состоянию на апрель 1996 года его долги составляли 13 миллионов долларов.
В попытке начать всё сначала артист ушёл на Death Row Records. MC Hammer так и не издал ни одного альбома на этом лейбле, однако его совместные записи с Тупаком попали в интернет уже после смерти последнего. Следующий альбом Хаммера Family Affair (1998) не принёс ему славы. В 1997 году популярность его музыки достигла минимума. В это время Бёрел начал верить в Бога и писать стихи и музыку в стиле рэп на тему христианства.
Атака на небоскребы 11 сентября 2001 года вывела репера из творческого анабиоза: Hammer издал альбом патриотических песен Active Duty, однако он также провалился. В 2006 году Hammer записал альбом Look Look Look, который стал очередной неудачей в его карьере.
В конце 2012 года Hammer появился на 40 церемонии American Music Awards, он выступил вместе с исполнителем PSY, станцевав под мэшап Gangnam Style и Too Legit to Quit.

## Личная жизнь
В 1985 году на церковном собрании познакомился со Стефани Фуллер; 21 декабря того же года женился на ней. В браке почти 35 лет. У пары пять детей: три сына (Стенли, Джеремиа и Сэмуэл) и две дочери (Сара и А'Кейба). Вместе с племянником Джамарисом и двоюродным братом Марвом проживают на ранчо Хаммера в Трейси (Калифорния).

## Дискография

### Альбомы
- 1986: Feel My Power[англ.]
- 1988: Let’s Get It Started (альбом)[англ.]
- 1990: Please Hammer, Don’t Hurt ’Em
- 1991: Too Legit to Quit[англ.]
- 1994: The Funky Headhunter[англ.]
- 1995: Inside Out (альбом MC Hammer)[англ.]
- 1996: Too Tight (не был издан)
- 1998: Family Affair
- 2001: Active Duty (альбом)[англ.]
- 2004: Full Blast (альбом)[англ.]
- 2006: Look Look Look[англ.]
- 2009: DanceJamtheMusic

### Сборники
- 1995: Greatest Hits
- 1998: Back 2 Back Hits
- 2000: The Hits

## Фильмография
| Год  |    | Русское название      | Оригинальное название | Роль                       |
| ---- | -- | --------------------- | --------------------- | -------------------------- |
| 1991 | мс | —                     | Hammerman             | Стэнли Беррелл / Хаммерман |
| 1992 | с  | —                     | Out All Night         | в роли самого себя         |
| 1993 | ф  | Последний киногерой   | Last Action Hero      | в роли самого себя         |
| 1996 | ф  | Этакий крутой ублюдок | One Tough Bastard     | Декстер Кейн               |
| 1996 | ф  | —                     | Reggie's Prayer       | рейнджер                   |
| 1996 | ф  | Шайенн                | Cheyenne              | Хэддокс                    |
| 1997 | тф | Нужные связи          | The Right Connections | Кендрик Брагг              |
| 2001 | ф  | —                     | Deadly Rhapsody       | волшебник                  |
| 2003 | с  | —                     | Dance Fever           | судья                      |
| 2007 | ф  | Завершая игру         | Finishing the Game    | Рой Тандер                 |
| 2016 | ф  | Образцовый самец № 2  | Zoolander 2           | в роли самого себя         |
| 2016 | мс | Дядя Деда             | Uncle Grandpa         | в роли самого себя         |

## Награды
- 1990 — MTV Video Music Awards в категориях «Лучшее рэп-видео» и «Лучшее dance-видео»
- 1990 — American Music Awards — в категориях «Лучший рэп/хип-хоп артист» и «Лучший рэп/хип-хоп альбом» (Let’s Get It Started)
- 1991 — American Music Awards в категории «Лучший R’n’B исполнитель», «Лучший рэп/хип-хоп исполнитель», «Лучший рэп/хип-хоп альбом»
- 1991 — «Грэмми» в категориях «Лучшая песня в стиле ритм & блюз», «Лучшая песня R’n’B», «Лучшее видео», «Лучшее рэп-выступление»
- 1991 — Brit Awards в категории «Лучший международный новый исполнитель»
- 1992 — «Золотая малина» за «Худшую песню к фильму» (фильм Семейка Аддамс)